# Oberdürenbach

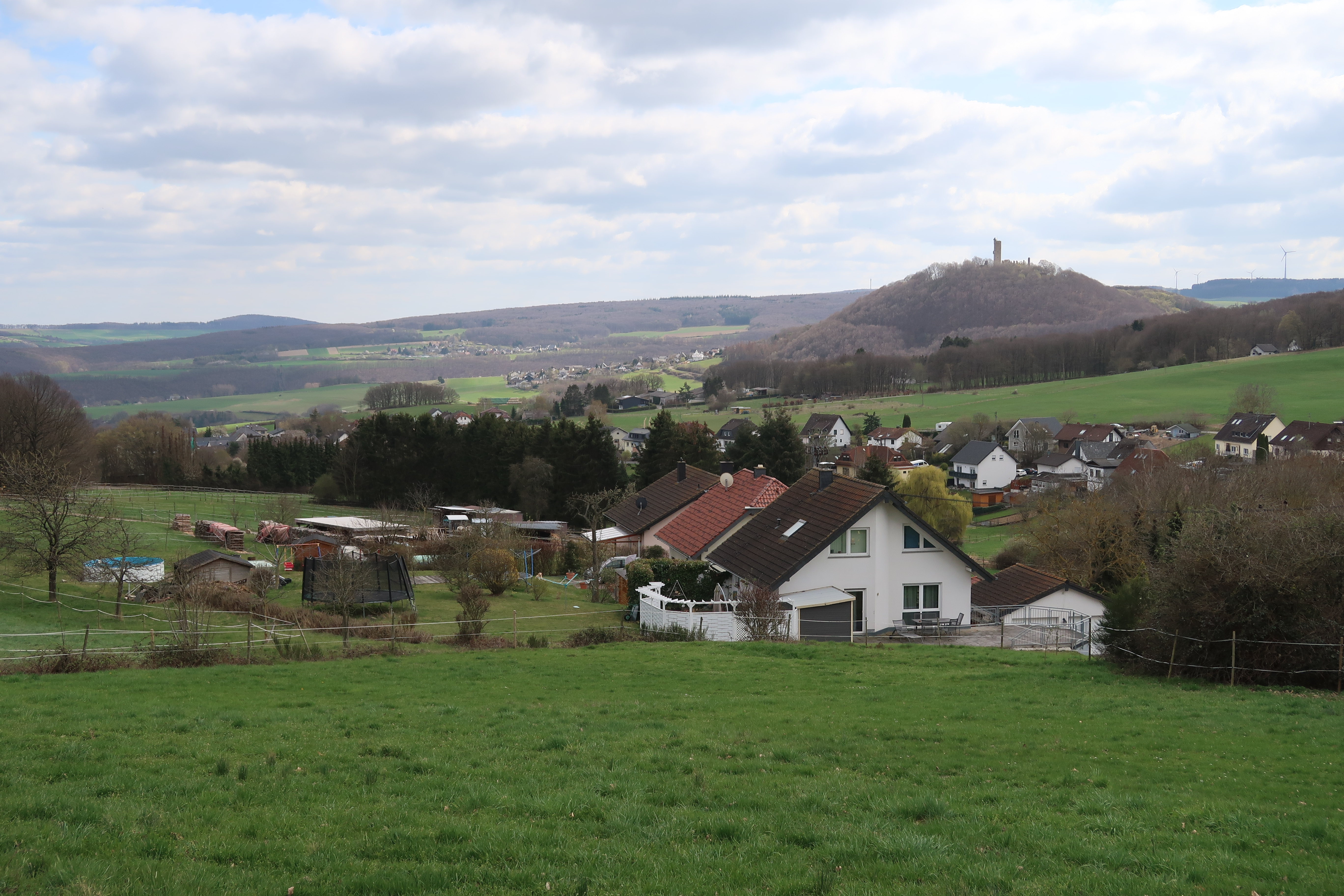
Oberdürenbach mit der Burg Olbrück im Hintergrund

Oberdürenbach ist eine Ortsgemeinde im Landkreis Ahrweiler in Rheinland-Pfalz. Sie gehört der Verbandsgemeinde Brohltal an. Im Dialekt wird Oberdürenbach Dürmerich (auch Dürmerech geschrieben) genannt.

## Geographie
Oberdürenbach liegt in der Osteifel im Landschaftsschutzgebiet „Rhein-Ahr-Eifel“. Die Gemeinde besteht aus den drei Ortsteilen Büschhöfe, Oberdürenbach und Schelborn sowie aus den Wohnplätzen „Am Fuchskopf“ und „Landgut Stockhof“.

## Geschichte
Oberdürenbach gehörte bis Ende des 18. Jahrhunderts zur Reichsherrschaft Olbrück.
Im Jahr 1794 hatten französische Revolutionstruppen das Linke Rheinufer besetzt. Unter der französischen Verwaltung gehörte Oberdürenbach zur Mairie Königsfeld im Kanton Wehr, der dem Arrondissement Bonn und dem Rhein-Mosel-Departement zugeordnet war. Nach den auf dem Wiener Kongress geschlossenen Verträgen kam die Region, damit auch Oberdürenbach, 1815 zum Königreich Preußen. Unter der preußischen Verwaltung gehörte Oberdürenbach von 1816 an zur Bürgermeisterei Königsfeld im Kreis Ahrweiler, der Teil des Regierungsbezirks Coblenz und von 1822 an der Rheinprovinz war.
Seit 1946 gehört die Gemeinde zum Land Rheinland-Pfalz und seit 1969 der Verbandsgemeinde Brohltal an.
Bevölkerungsentwicklung
Die Entwicklung der Einwohnerzahl der Gemeinde Oberdürenbach, die Werte von 1871 bis 1987 beruhen auf Volkszählungen:
| Jahr | Einwohner |
| ---- | --------- |
| 1815 | 234       |
| 1835 | 306       |
| 1871 | 316       |
| 1905 | 309       |
| 1939 | 415       |
| 1950 | 397       |

| Jahr | Einwohner |
| ---- | --------- |
| 1961 | 452       |
| 1970 | 486       |
| 1987 | 486       |
| 1997 | 563       |
| 2005 | 625       |
| 2023 | 657       |

## Politik

### Bürgermeister
Judith Müller wurde im Juni 2024 zur Ortsbürgermeisterin von Oberdürenbach gewählt.
Ihre Vorgängerin war Elisabeth Dahr seit September 2009.
Dahrs Vorgänger als Ortsbürgermeister, Wolfgang Hurth, war 2009 nicht erneut angetreten.

## Sehenswürdigkeiten
- Königssee, in einem alten Basaltsteinbruch nur wenige Minuten Fußweg von Oberdürenbach gelegen
- Kapelle St. Cornelius und Cyprianus von 1754, im Innern befindet sich ein Hochaltar (Holz) aus dem 17. Jahrhundert; drei gleich hohe Figurennischen in außergewöhnlicher Form zugeordnet, Mittelnische flankiert von gedrehten Säulen mit Traubenranken

Siehe auch: Liste der Kulturdenkmäler in Oberdürenbach

## Persönlichkeiten
- Gerd Friedsam (* 1957), seit Anfang 2020 Präsident der Bundesanstalt Technisches Hilfswerk (THW), wurde in Oberdürenbach geboren
- Anna-Lena Friedsam (* 1994), Tennisspielerin, stammt aus und lebt in Oberdürenbach